# جيريمياه وود
جيريمياه وود (بالإنجليزية: Jeremiah Wood)‏ هو محامي وقاضي وسياسي أمريكي، ولد في 27 سبتمبر 1876، وتوفي في 16 يناير 1962 في مقاطعة ناسو في الولايات المتحدة. حزبياً، نشط في الحزب الجمهوري. وقد انتخب عضو جمعية ولاية نيويورك.